# The Beaches of Cheyenne
«The Beaches of Cheyenne» — песня, записанная американским кантри-музыкантом Гартом Бруксом, вышедшая в качестве 3-го сингла с его шестого студийного альбома Fresh Horses (1995). Авторами песни выступили Дэн Робертс, Брайан Кеннеди и сам Гарт Брукс. Этот трек стал для певца его 15-м чарттоппером Billboard в марте 1996 года.

## Предыстория
В телевизионном выпуске 1995 года «История Гарта Брукса» (TV Special, «The Garth Brooks Story») Гарт объяснял, что суть песни не закончилась так, как он планировал: «Предполагалось, что это будет очень забавно. Вроде как ковбои на пляже, что-то вроде этого. Потом дело дошло до парня на пляже, который приходил домой с работы в костюме и галстуке. У него никогда не было ковбойских талантов, но он всегда хотел им быть. Поэтому он просто приходит домой, снимает с себя туфли, а выходя на улицу, прогуливается по пляжу, мечтает о Вайоминге и прочее. Затем, случайно встречает её … каждую ночь она гуляет по пляжам Шайенна. Мы смотрели друг на друга и говорили: „Это не будут смешные мальчики“. Город Шайенн (город на северо-западе США, столица и крупнейший город штата Вайоминг) является местом проведения Cheyenne Frontier Days, одного из самых знаменитых в мире родео, которые проводятся 10 дней каждое лето, собирае до 200 тыс. посетителей.

## Отзывы
Американский музыкальный критик и музыкант Стивен Томас Эрлевайн, обозреватель сайта Allmusic рассматривал „The Beaches of Cheyenne“ в качестве одного из лучших треков на альбоме. Критик журнала Entertainment Weekly Аланна Нэш назвала песню „запутанной историей о призраках“.

## Список треков
European EP Single
1. „The Beaches of Cheyenne“
2. „Standing Outside The Fire“
3. „If Tomorrow Never Comes“

U.S. DJ Promo CD Single
Capitol D-Pro-10332, 1996
1. „The Beaches of Cheyenne“ — 4:11

U.S. 7» Jukebox Single
Capitol Nashville 19022, 1996
1. «The Beaches of Cheyenne» — 4:13
2. «Ireland»

## Чарты
Песня дебютировала 9 декабря 1995 кантри-чарте Hot Country Singles & Tracks вместе с ещё четырьмя треками из альбома Fresh Horses: «The Old Stuff», «Rollin'», «It's Midnight Cinderella» и «That Ol' Wind», из которых два последних вышли в качестве синглов. 16 марта 1996 года сингл стал 15-м треком Брукса, достигшим первого места в кантри-чарте Billboard, оставаясь на вершине одну неделю.

### Еженедельные чарты
| Чарт (1995—1996)                  | Высшая позиция |
| --------------------------------- | -------------- |
| Канада (RPM Country Tracks)       | 1              |
| США (Billboard Hot Country Songs) | 1              |

### Годовые итоговые чарты
| Чарт (1996)                         | Позиция |
| ----------------------------------- | ------- |
| Канада, Canada Country Tracks (RPM) | 65      |
| США, Country Songs (Billboard)      | 38      |